# Jacopo Ligozzi

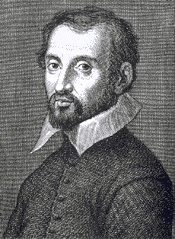
Jacopo Ligozzi

Jacopo Ligozzi (Verona, 1547 - Firenze, 1627) was een Italiaanse kunstenaar. Zijn werken kunnen gerekend worden tot de Laat-Renaissance.
Ligozzi was de zoon van Giovanni Ermano Ligozzi. In het begin van zijn carrière werden zijn werken tentoongesteld in het Habsburgse hof in Wenen. Het betrof vooral tekeningen van dieren en botanische specimen. Later werd hij in Firenze aangenomen als een van de kunstenaars die werkten voor de familie Medici. Weer later werd hij directeur van de Accademia e Compagnie Arti del Disegno. Deze instelling werd bij gelegenheid gevraagd om te adviseren bij verschillende projecten. Tijdens zijn leven heeft hij verschillende hertogen van Toscane gediend.
Ligozzi schilderde fresco's met verschillende episodes uit het leven van Sint-Franciscus van Assisi voor het klooster van Ognissanti in Firenze. Gedurende zijn leven heeft hij ook andere werken geschilderd in opdracht van hoogstaande leden van de kerk.
Een deel van de werken die hij maakte, dienden als anti-Turkse propaganda. Dit deed hij in opdracht van Christelijke leiders, die deze werken gebruikten om een negatief beeld te creëren van de Turken. Dit deden ze omdat het Osmaanse rijk in die periode grote gebieden veroverde en zo het christendom bedreigden. Hij heeft in zijn leven gewerkt aan enkele projecten met  Bernardine Poccetti.

## Galerij

Kunstwerken
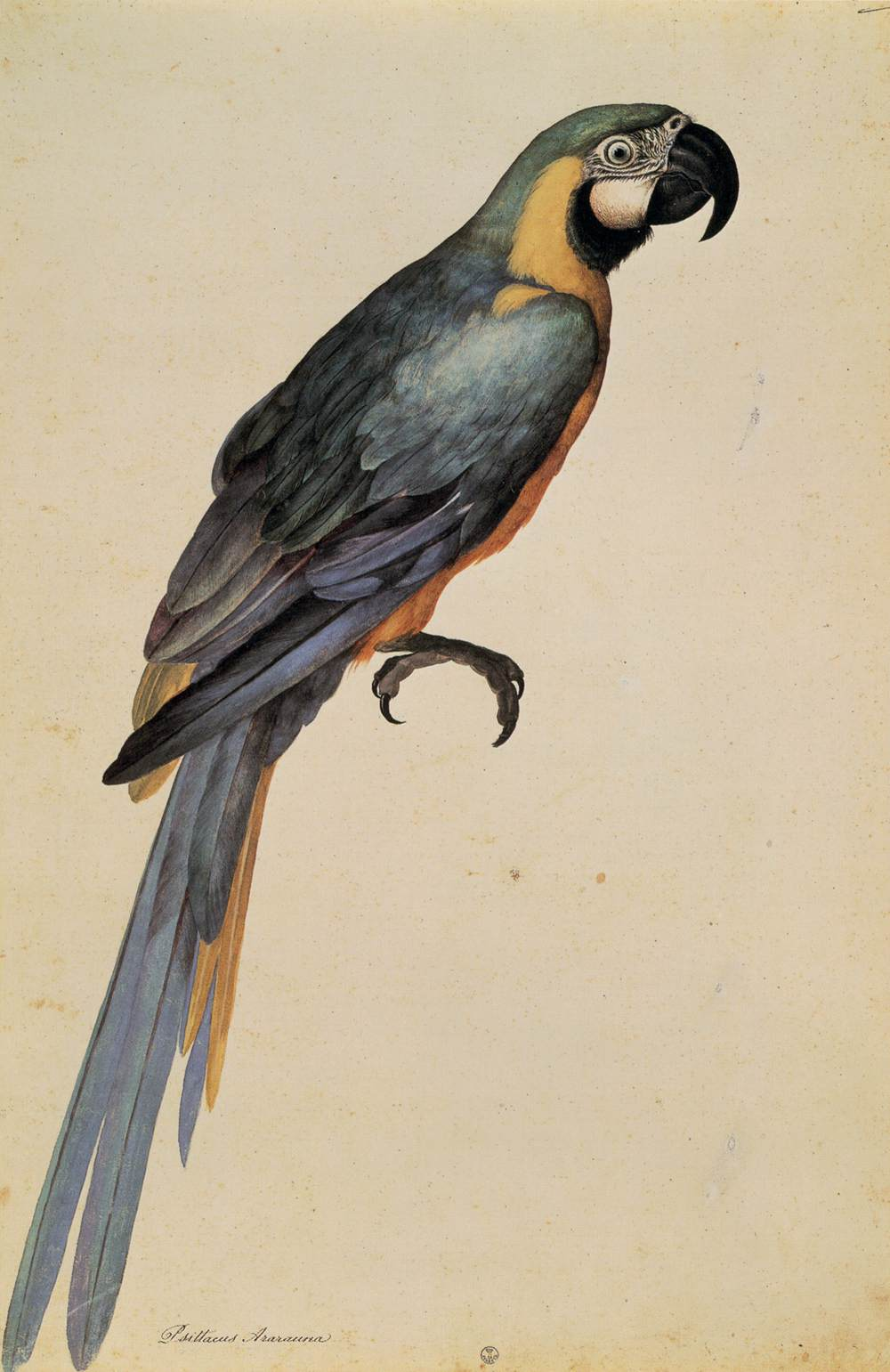
Afbeelding van een papegaai
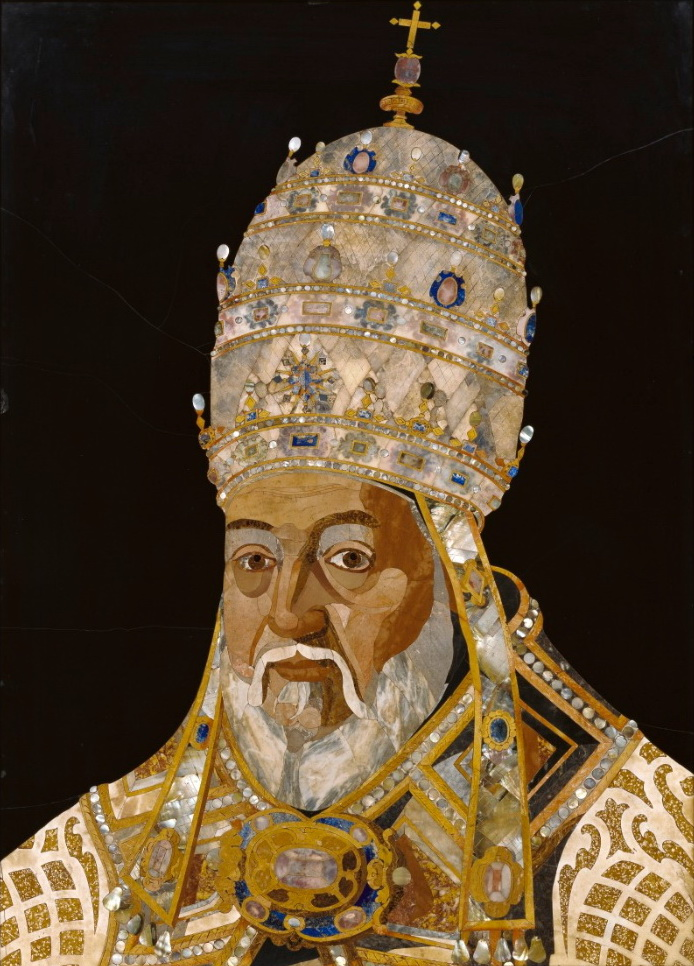
Paus Clemens VIII in pietre dure
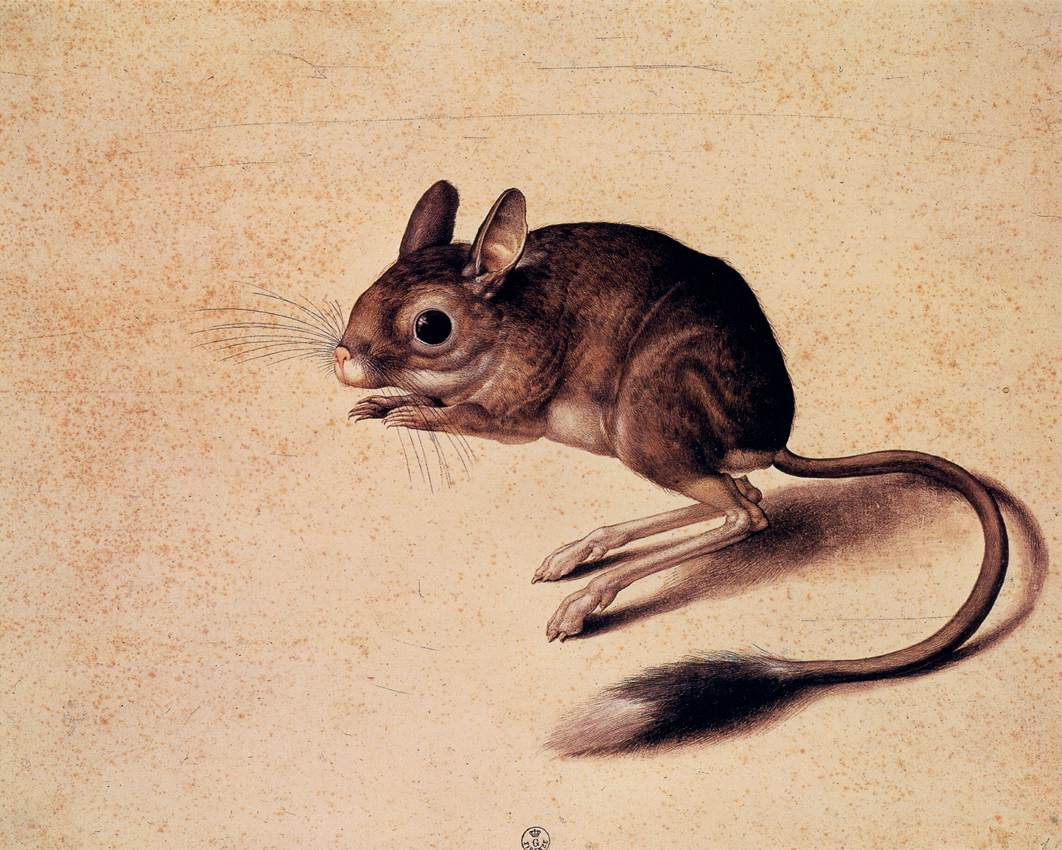
Gerbil

- Biblioteca Nacional de España: XX5622956
- Bibliothèque nationale de France: cb103618262 (data)
- Stuttgart Database of Scientific Illustrators 1450–1950: 1384
- Gemeinsame Normdatei: 119147262
- International Standard Name Identifier: 0000 0001 2130 8790
- KulturNav: 470d4794-49a3-44ba-8da6-8c85333b97cc
- Library of Congress Control Number: nr91028754
- Nationale Bibliotheek van Tsjechië: ola2011651008
- Nationale Bibliotheek van Israël: 987007420940405171
- Nederlandse Thesaurus van Auteursnamen: 331432331
- Réseau des bibliothèques de Suisse occidentale: 02-A003521384
- RKD-Nederlands Instituut voor Kunstgeschiedenis: 50034
- Istituto Centrale per il Catalogo Unico: RAVV034167
- Système universitaire de documentation: 085503266
- Union List of Artist Names: 500011933
- Virtual International Authority File: 46750228
- WorldCat: E39PBJmhJQv8VW7Y8k6bmbxRrq